# 瑞士大奖赛
瑞士大奖赛（法語：Grand Prix de Suisse）是瑞士最高级别的赛车比赛，曾是一级方程式比赛。

## 历史

### 布雷姆加滕（1934–1939、1947–1954）
大奖赛于1934年来到瑞士的布雷姆加滕赛道，这条赛道位于伯尔尼附近的布雷姆加滕。布雷姆加滕赛道是瑞士赛车界的主流赛道，它是由公路组成的长度为7.27千米的赛道，穿过迷人的乡村和森林，从一个弯道到另一个弯道间快速穿过，没有任何真正的直道。布雷姆加滕赛道的两侧从一开始就绿树成荫，较差的光线条件以及路面的变化使得它被认为是一条极其危险的赛道，尤其是在路面潮湿的情况下——即使降水停止太阳出来，由于树木的遮挡赛道依然会很潮湿，水会在柏油路面上停留至少一个小时。这条赛道的条件与西德的纽博格林赛道相似。
第一届瑞士大奖赛是一场非锦标赛赛事，比赛的胜利属于驾驶汽车联盟的汉斯·施图克。英国车手休·汉密尔顿驾驶玛莎拉蒂遭遇了一场严重事故并丧生。他的赛车的左前胎破损，导致汉密尔顿失去了对车的控制并整辆车剧烈地撞到树上，随后继续前进了大约70英尺后再次遭到撞击，最终停在更大的一棵树下，车辆彻底损毁并导致休·汉密尔顿（他没有被甩出车外）当场死亡。尽管如此，瑞士大奖赛依然在1935年到1939年举办了欧洲锦标赛，这一时期占据统治地位的是德国银箭。
大奖赛在二战后回归，布雷姆加滕赛道仍然是瑞士大奖赛的举办地。第一场战后比赛是由法国人让-皮埃尔·维米耶赢得的。1948年它被命名为欧洲大奖赛，当时这个头衔是每年在欧洲举行的某一场大奖赛的荣誉称号。这场比赛中老练的意大利车手阿基莱·瓦尔齐在驾驶阿尔法·罗密欧练习时丧生。当时的头盔不是强制性的，而瓦尔齐的赛车在事故中被掀翻，他本人则被车压倒，毫无生还机会（瓦尔齐没有戴头盔，当时的赛车也没有防翻滚措施）。驾驶玛莎拉蒂的瑞士人克里斯蒂安·考茨同样因为在第二弯冲出赛道后撞到路堤而丧失。卡洛·费利切·特罗西赢得了比赛。法国人莫里斯·特兰蒂尼昂在另一场撞车事故中后险些丧生，他被抛出车外，无意识地落在赛道上。包括尼诺·法里纳在内的三名车手在试图避开这位倒在地上的法国人的时候冲出赛道并撞车。这位法国人身体多处严重受伤并在昏迷中度过8天后幸存下来。
1950年，瑞士大奖赛成为新的世界一级方程式锦标赛的一部分（尽管当时除了不使用F1规则的印第安纳波利斯500之外，所有的比赛都在欧洲举办）。这场比赛是由意大利人尼诺·法里纳赢得的，后来他成为了首位F1世界冠军。而到了1955年，布雷姆加滕的瑞士大奖赛不复存在。在发生了导致了80多人丧生的1955年勒芒惨剧后，瑞士政府宣布赛道上的赛车是不安全的运动并被当即禁止。这令赛事组织者不得不取消那年的大奖赛。

### 法国第戎-普勒努瓦（1975、1982）
瑞士大奖赛在1975年作为一场非锦标赛大奖赛回归，在边境外的法国第戎-普雷努瓦賽道赛道举行，瑞士人克莱·雷加佐尼赢得了比赛。瑞士大奖赛此后只举办了一次，即在1982年回归到世界一级方程式锦标赛的赛程中。这场比赛仍然在第戎举行，这是威廉姆斯车队的芬兰车手科克·罗斯伯格的第一场F1胜利，并且他凭借这场胜利赢得了当年的车手世界冠军。尽管1975年和1982年的比赛都是在法国境内举办的，第戎赛道在法国和瑞士的边境附近，但两场比赛都是由瑞士汽车俱乐部组织的。

### 缺席
2007年6月6日，瑞士议会投票决定取消在瑞士的赛车禁令，97人赞成，77人反对。然而，瑞士国会没有批准该立法，现在这项禁令实际上很难被取消。

## 冠军

### 多次奪冠車手
粗體表示該車手現在仍參加世界一級方程式錦標賽

粉紅色背景表示該賽事不屬於一級方程式世界錦標賽

黃色背景表示該賽事屬於戰前歐洲錦標賽
| 次數 | 車手                 | 年度             |
| ---- | -------------------- | ---------------- |
| 3    | 魯道夫·卡拉喬拉      | 1935、1937、1938 |
| 2    | 阿爾貝托·阿斯卡里    | 1949、1953       |
| 2    | 胡安·曼努埃爾·范吉奧 | 1951、1954       |

### 多次奪冠車隊
粗體表示該車隊現在仍參加世界一級方程式錦標賽

粉紅色背景表示該賽事不屬於一級方程式世界錦標賽

黃色背景表示該賽事屬於戰前歐洲錦標賽
| 次數 | 車隊        | 年度                         |
| ---- | ----------- | ---------------------------- |
| 5    | 梅賽德斯    | 1935、1937、1938、1939、1954 |
| 4    | 愛快·羅密歐 | 1947、1948、1950、1951       |
| 4    | 法拉利      | 1949、1952、1953、1975       |
| 2    | 汽車聯盟    | 1934、1936                   |

### 歷屆冠軍

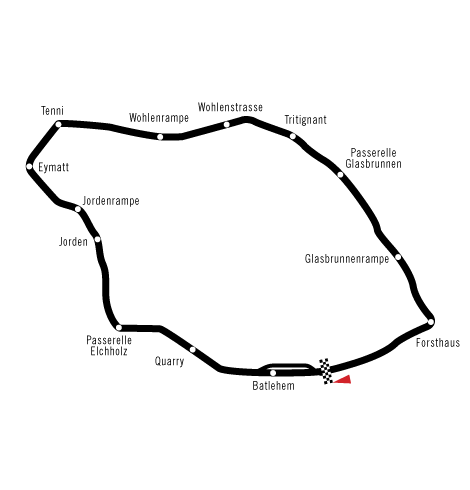
1934–1939年及1947–1954年使用的布雷姆加滕赛道

粉紅色背景表示該賽事不屬於一級方程式世界錦標賽

黃色背景表示該賽事屬於戰前歐洲錦標賽
| 年份        | 车手                 | 車隊          | 赛道                   | 报告 |
| ----------- | -------------------- | ------------- | ---------------------- | ---- |
| 1982        | 科克·罗斯伯格        | 威廉姆斯–福特 | 第戎-普雷努瓦 （法国） | 报告 |
| 1981 – 1976 | 停辦                 | 停辦          | 停辦                   | 停辦 |
| 1975        | 克雷·雷加佐尼        | 法拉利        | 第戎-普雷努瓦 （法国） | 报告 |
| 1974 – 1955 | 停辦                 | 停辦          | 停辦                   | 停辦 |
| 1954        | 胡安·曼努埃尔·范吉奥 | 梅赛德斯      | 伯倫加登               | 报告 |
| 1953        | 阿尔贝托·阿斯卡里    | 法拉利        | 伯倫加登               | 报告 |
| 1952        | 皮耶罗·塔鲁菲        | 法拉利        | 伯倫加登               | 报告 |
| 1951        | 胡安·曼努埃尔·范吉奥 | 阿尔法·罗密欧 | 伯倫加登               | 报告 |
| 1950        | 尼诺·法里纳          | 阿尔法·罗密欧 | 伯倫加登               | 报告 |
| 1949        | 阿尔贝托·阿斯卡里    | 法拉利        | 伯倫加登               | 报告 |
| 1948        | 卡洛·费利切·特罗西   | 阿尔法·罗密欧 | 伯倫加登               | 报告 |
| 1947        | 让-皮埃尔·维米耶     | 阿尔法·罗密欧 | 伯倫加登               | 报告 |
| 1946 – 1940 | 停辦                 | 停辦          | 停辦                   | 停辦 |
| 1939        | 赫尔曼·朗            | 梅赛德斯-奔驰 | 伯倫加登               | 报告 |
| 1938        | 鲁道夫·卡拉乔拉      | 梅赛德斯-奔驰 | 伯倫加登               | 报告 |
| 1937        | 鲁道夫·卡拉乔拉      | 梅赛德斯-奔驰 | 伯倫加登               | 报告 |
| 1936        | 贝恩德·罗泽迈尔      | 汽车联盟      | 伯倫加登               | 报告 |
| 1935        | 鲁道夫·卡拉乔拉      | 梅赛德斯-奔驰 | 伯倫加登               | 报告 |
| 1934        | 汉斯·施图克          | 汽车联盟      | 伯倫加登               | 报告 |